# Giejaure
Giejaure är en sjö i Arjeplogs kommun i Lappland och ingår i Skellefteälvens huvudavrinningsområde. Sjön har en area på 0,6 kvadratkilometer och ligger 548,1 meter över havet. Sjön avvattnas av vattendraget Giejaurbäcken.

## Delavrinningsområde
Giejaure ingår i det delavrinningsområde (733511-160633) som SMHI kallar för Mynnar i Hornavan. Medelhöjden är 549 meter över havet och ytan är 16 kvadratkilometer. Det finns inga avrinningsområden uppströms utan avrinningsområdet är högsta punkten. Giejaurbäcken som avvattnar avrinningsområdet har biflödesordning 2, vilket innebär att vattnet flödar genom totalt 2 vattendrag innan det når havet efter 282 kilometer. Avrinningsområdet består mestadels av skog (90 procent). Avrinningsområdet har 0,6 kvadratkilometer vattenytor vilket ger det en sjöprocent på 3,7 procent.